# Petrcane
Petrcane är en ort i Kroatien.   Den ligger i länet Zadars län, i den södra delen av landet, 190 km söder om huvudstaden Zagreb. Petrcane ligger 15 meter över havet och antalet invånare är 601.
Terrängen runt Petrcane är platt. Havet är nära Petrcane åt sydväst. Runt Petrcane är det glesbefolkat, med 16 invånare per kvadratkilometer. Närmaste större samhälle är Zadar, 9,5 km sydost om Petrcane. 